# 室町東三井ビルディング
室町東三井ビルディング（むろまちひがしみついビルディング）は、東京都中央区日本橋室町に所在する超高層ビルである。三井不動産が官民地元と一体で進めた室町東地区開発計画の第1期として建てられた。高層部は賃貸オフィス、低層階の商業テナント区画はCOREDO室町1（コレドむろまちワン、コレド室町1）の名称が付されている。
第57回BCS賞（日本橋室町東地区開発）、平成28年度土地活用モデル大賞（日本橋室町東地区開発）を受賞。

## 概要
地下4階、地上24階建ての複合ビルであり、2010年10月28日に商業施設部分の「COREDO室町」（のち「COREDO室町1」に改名）が、10月30日に多目的ホールの「日本橋三井ホール」がそれぞれオープンした。地下4階と地上8階には、他街区に一体的にエネルギーを供給する地域冷暖房施設（東京都認定DHC）と特高電気設備も設置されている。東京メトロの三越前駅に直結している。

### COREDO室町1
「COREDO室町」として開業し、隣接する「COREDO室町2」「COREDO室町3」の開業にともない「COREDO室町1」に改名した。
年間来館者数を500万人、年間売上高を40億円と予想していた。
商業エリア
地下1階～地上4階部分に飲食店など27店が営業を展開する。
- 地下1階 タロー書房
- 1階 日本橋だし場[7]・箔座日本橋・木屋・カフェ エメ・ヴィベール
- 2階 ビキニ ピカール・ケ ヴォーリア!
- 3階 鳥仙・孫・米祥・菜な・石川亭
- 4階 鰤門・串亭・ざくろ 室町店

日本橋三井ホール
地上5～6階にある平土間形式の多目的ホール。最大席数1,000席。遮音性能90dBの浮床構造を採用し、ビジネスユースから週末のエンターテイメントに対応可能な舞台機構を備えたホールとした。
こけら落し公演は、松本幸四郎・市川染五郎親子によって、「寿是江戸三番叟」が上演され、続いて冨永愛らが新作ファンションを身にまとって登場した。

### オフィスエリア
10階から21階までがオフィスフロア。

#### オフィスを置く主な企業
- 岡三証券室町本店
- 肥後銀行東京支店
- ナショナルオーストラリア銀行東京支店
- 菊地綜合法律事務所
- 関東化学本社
- 日本アビオメッド本社

## ギャラリー

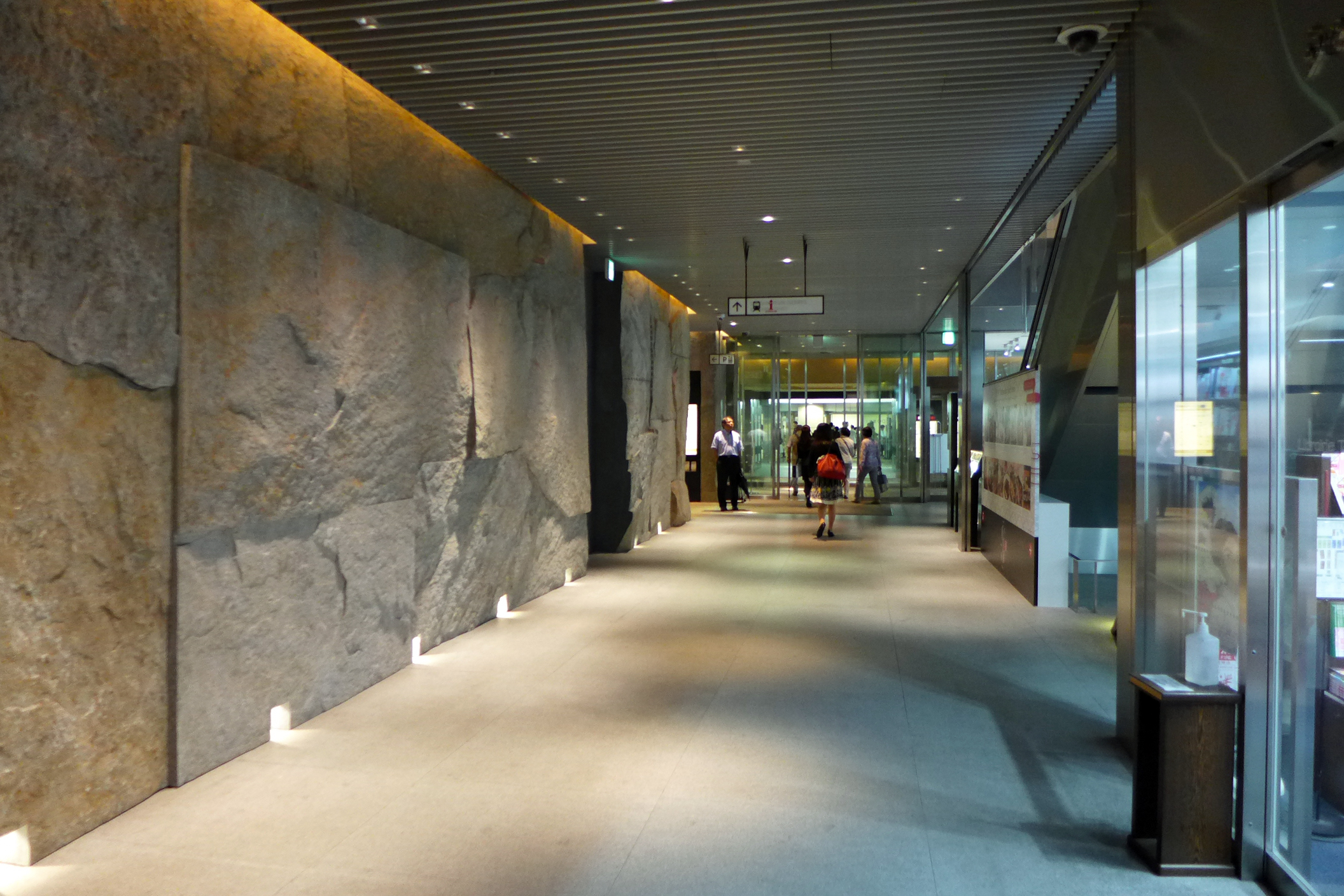
地下1階
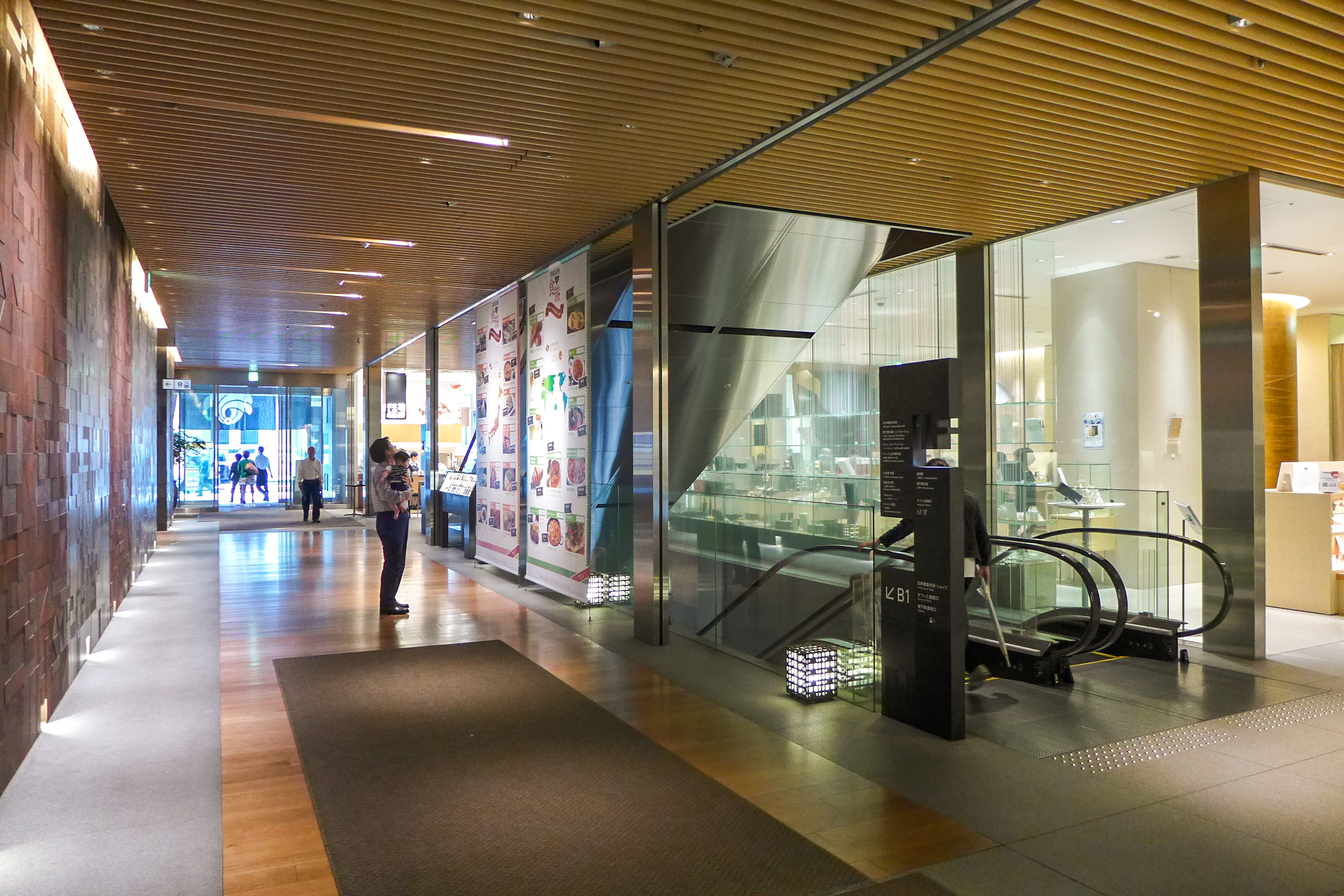
1階
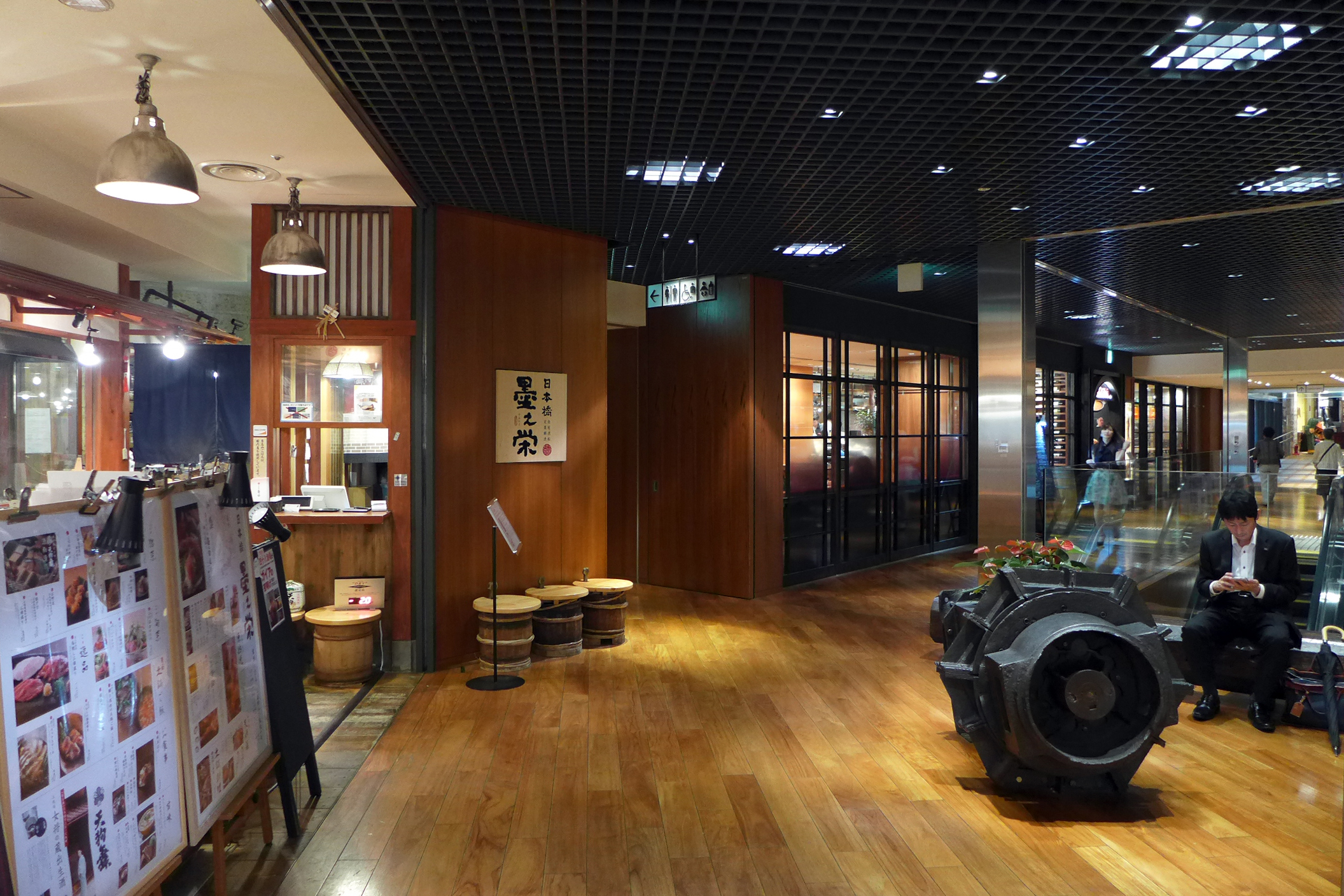
2階
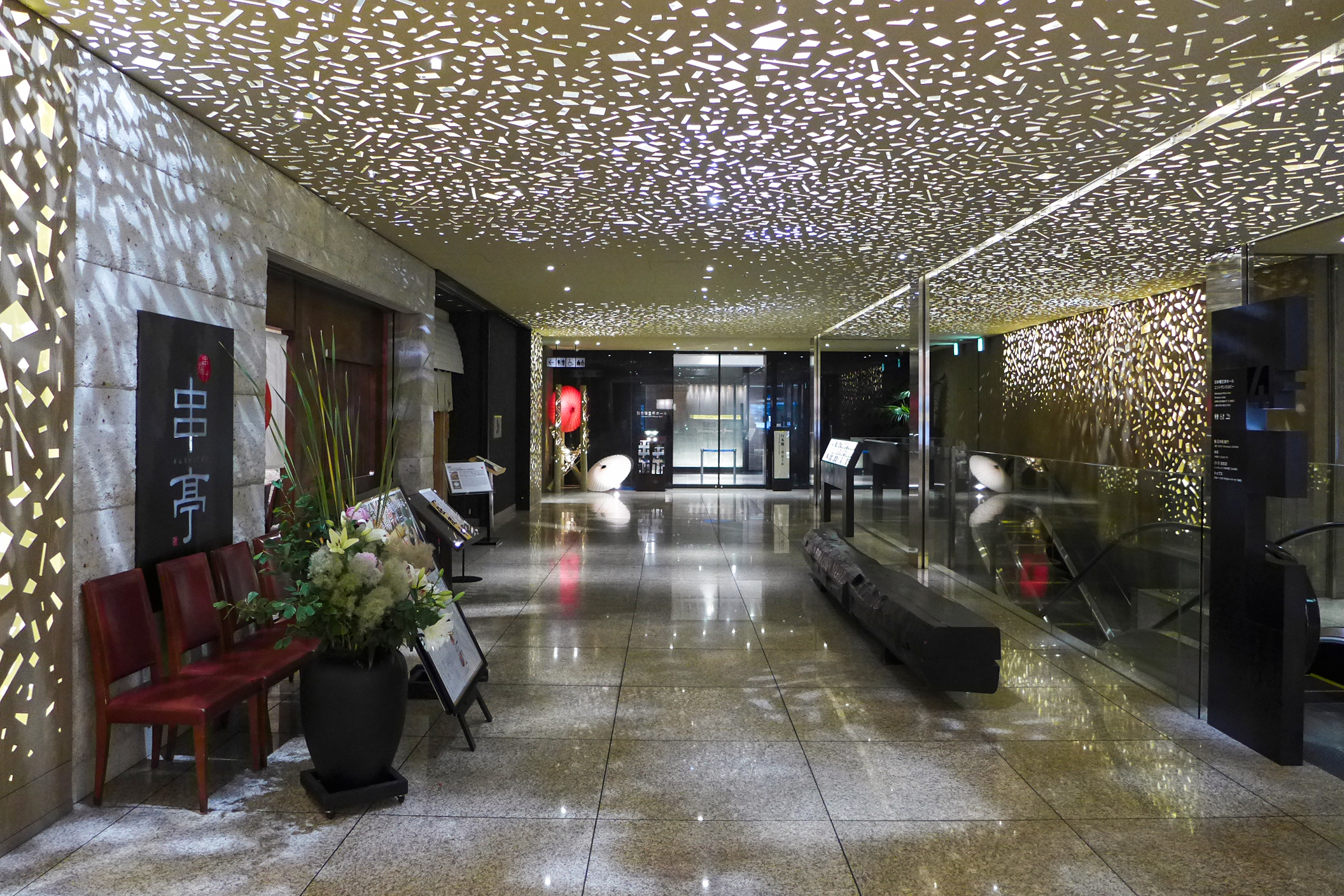
4階